# Micrambyx teocchii
Micrambyx teocchii är en skalbaggsart som beskrevs av Mourglia 1991. Micrambyx teocchii ingår i släktet Micrambyx och familjen långhorningar. Inga underarter finns listade i Catalogue of Life.